# Jabón potásico

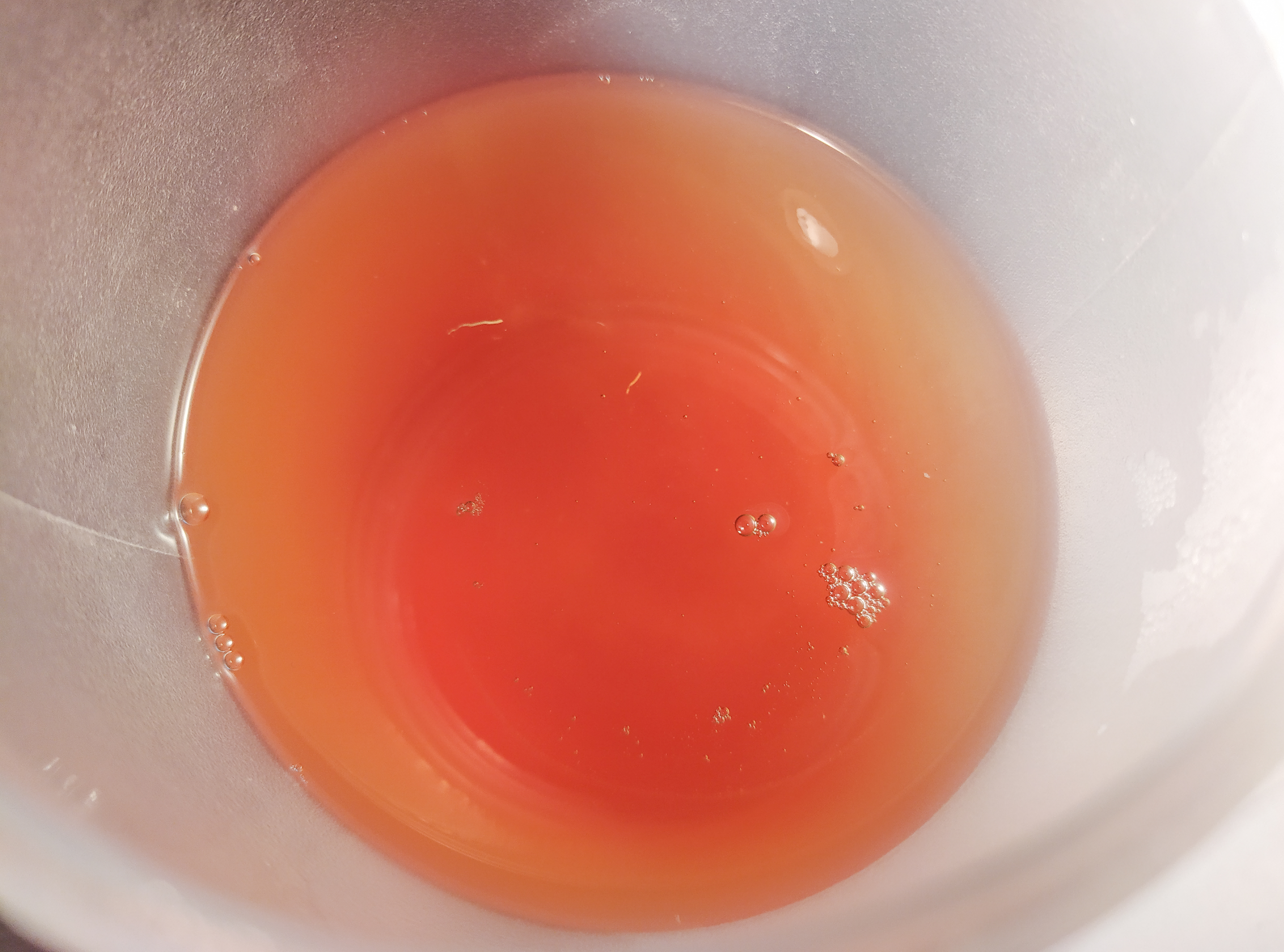
Jabón potásico casero

El jabón potásico o jabón insecticida es un producto a base de potasio que se usa en la limpieza del hogar y, sobre todo, en la jardinería, donde es un eficaz insecticida. Es usado a menudo en la agricultura ecológica y, aunque se dice que es biodegradable, en realidad no lo es, ya que este, al lixiviarse, se incorpora a la tierra y es neutralizado por el efecto buffer. Por este motivo, una mala preparación puede provocar un exceso de hidroxilos y afectar el pH del suelo. Estos jabones son inocuos para los mamíferos pero hay que tener cuidado con los niños y mascotas, ya que si el jabón no es preparado correctamente puede afectarlos negativamente o producir irritaciones. También se utiliza como producto de limpieza en el hogar, ya que es un eficaz quitamanchas.
El jabón potásico contiene tres ingredientes principales: agua, lípidos (generalmente aceite de oliva, de girasol, de canola, de maíz...) e hidróxido de potasio, también llamado potasa cáustica (KOH). No daña las plantas siempre y cuando no se exceda la cantidad de hidróxido de potasio.

## Organismos afectados
El jabón potásico funciona mejor en insectos de cuerpo blando y artrópodos como los pulgones, adelgidos, cochinillas, la arañuela roja, los trips, los sílidos, los cocoideos, la mosca blanca, y las larvas de la mosca de sierra. También se puede usar para las orugas y los saltahojas, pero estos insectos de un cuerpo más grande pueden ser más difíciles de controlar solo con jabón. Muchos polinizadores e insectos depredadores como escarabajos, abejorros y sírfidos como las abejas y avispas no se ven afectados, así como tampoco el pulgón verde del melocotonero.
De acuerdo con un estudio, una sola aplicación de jabón mata aproximadamente el 15% de las larvas de crisopa y mariquitas, y alrededor del 65% de los ácaros depredadores (Amblyseius andersoni).

### Lectura complementaria
- Colque, L., & Mery, L. (2014). «Efectividad del jabón potásico “Bio clean” para el control de Orthezia olivicola “Queresa blanca móvil” en el cultivo de Olea europea “Olivo” en la zona de La Yarada, Tacna-Perú».  En Universidad Nacional Jorge Basadre Grohmann, ed. Repositorio Institucional Digital. Consultado el Nov/2019.
- A. Braud (2002). «Jabón potásico, limpia de pulgones y otros». Fertilidad de la tierra: revista de agricultura ecológica (Universidad de La Rioja) (9): 32-33. ISSN 1576-625X. Consultado el 7/nov/2019.

- Datos: Q6037262